# Urs (Ariège)
Pour les articles homonymes, voir URS.
Urs est une commune française des Pyrénées située dans le département de l'Ariège, en région Occitanie. Sur le plan historique et culturel, la commune fait partie du pays du Sabarthès, structuré par la haute vallée de l'Ariège en amont du pays de Foix avec Tarascon-sur-Ariège comme ville principale.
Exposée à un climat océanique altéré, elle est drainée par l'Ariège, le ruisseau d'axiat, le ruisseau de Fontargente. La commune possède un patrimoine naturel remarquable : un site Natura 2000 (« Garonne, Ariège, Hers, Salat, Pique et Neste ») et quatre zones naturelles d'intérêt écologique, faunistique et floristique.
Urs est une commune rurale qui compte 27 habitants en 2022, après avoir connu un pic de population de 231 habitants en 1831. Ses habitants sont appelés les Urséens ou Urséennes.
Le patrimoine architectural de la commune comprend un immeuble protégé au titre des monuments historiques : l'église Saint-Pierre-et-Saint-Paul d'Urs, inscrite en 1965.

## Géographie

### Localisation
La commune d'Urs se trouve dans le département de l'Ariège, en région Occitanie.
Sur le plan historique et culturel, Urs fait partie du pays du Sabarthès, structuré par la haute vallée de l'Ariège en amont du pays de Foix avec Tarascon-sur-Ariège comme ville principale.
Elle se situe à 24 km à vol d'oiseau de Foix, préfecture du département, et à 11 km d'Ax-les-Thermes, bureau centralisateur du canton de Haute-Ariège dont dépend la commune depuis 2015 pour les élections départementales.
La commune fait en outre partie du bassin de vie d'Ax-les-Thermes.
Les communes les plus proches sont : 
Lassur (0,7 km), Vèbre (0,9 km), Lordat (1,5 km), Appy (1,7 km), Garanou (1,8 km), Vernaux (2,1 km), Axiat (2,2 km), Caychax (2,3 km).
|       | Appy   | Axiat   |
| Vèbre | Urs    | Lordat  |
|       | Lassur | Garanou |

### Superficie et relief
La superficie cadastrale de la commune publiée par l’Insee, qui sert de références dans toutes les statistiques, est de 0,91 km2,. La superficie géographique, issue de la BD Topo, composante du Référentiel à grande échelle produit par l'IGN, est quant à elle de 0,89 km2. Son relief est particulièrement escarpé puisque la dénivelée maximale atteint 593 mètres. L'altitude du territoire varie entre 567 m et 1 160 m.

### Géologie
La commune est située dans les Pyrénées, une chaîne montagneuse jeune, érigée durant l'ère tertiaire (il y a 40 millions d'années environ), en même temps que les Alpes. Les terrains affleurants sur le territoire communal sont constitués de roches métamorphiques datant du Mésozoïque, anciennement appelé Ère secondaire, qui s'étend de −252,2 à −66,0 Ma. La structure détaillée des couches affleurantes est décrite dans la feuille « n°1087 - Vicdessos » de la carte géologique harmonisée au 1/50 000ème du département de l'Ariège, et sa notice associée.

### Hydrographie

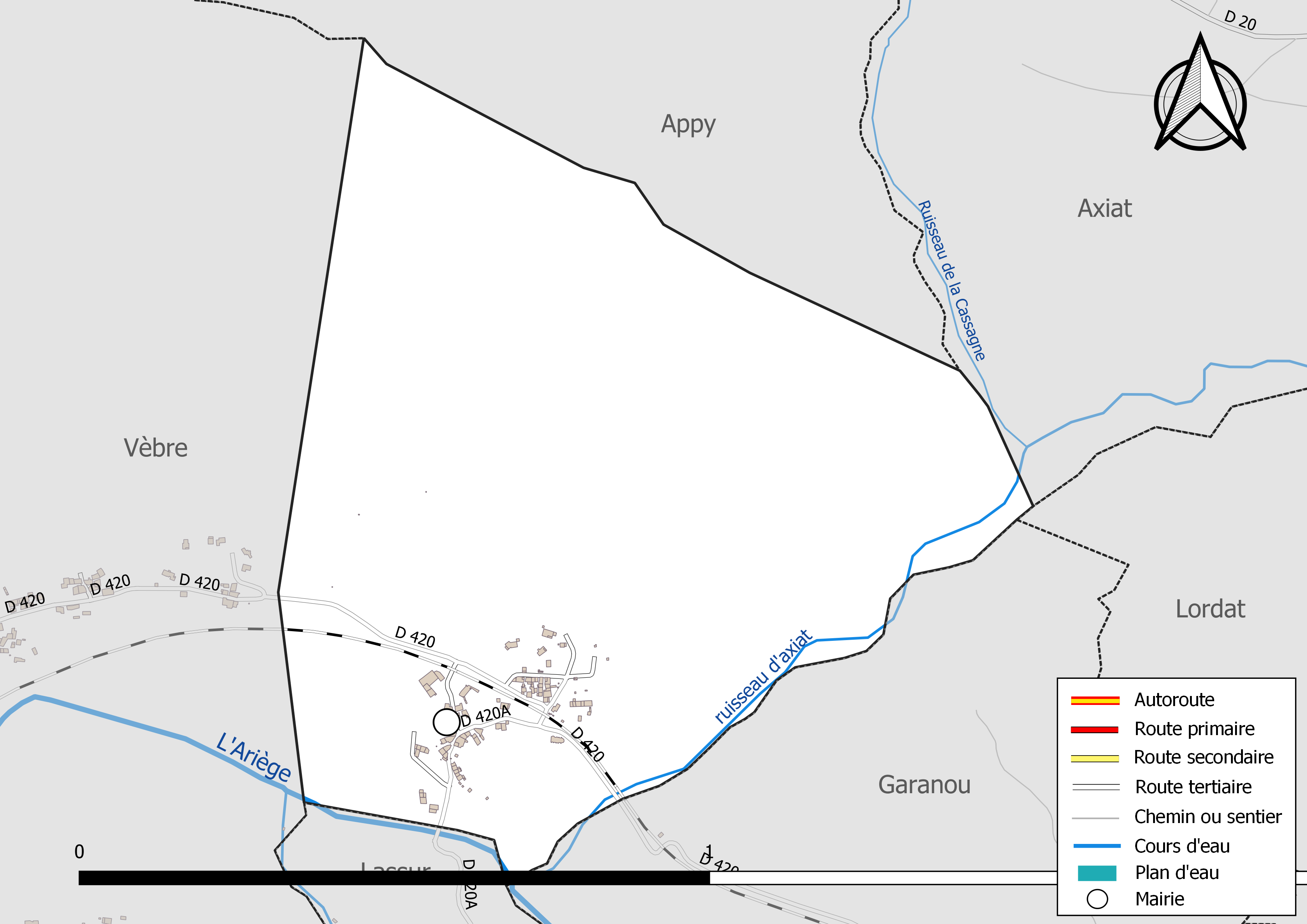
Réseaux hydrographique et routier d'Urs.

La commune est dans le bassin versant de la Garonne, au sein du bassin hydrographique Adour-Garonne. Elle est drainée par l'Ariège, le ruisseau d'Axiat et le ruisseau de Fontargente, constituant un réseau hydrographique de 1 km de longueur totale,.
L'Ariège, d'une longueur totale de 162,91 km, prend sa source dans la commune de Porta et s'écoule du sud vers le nord. Elle traverse la commune et se jette dans la Garonne à Portet-sur-Garonne, après avoir traversé 56 communes.

### Climat
Pour des articles plus généraux, voir Climat de l'Occitanie et Climat de l'Ariège.
En 2010, le climat de la commune est de type climat océanique altéré, selon une étude s'appuyant sur une série de données couvrant la période 1971-2000. En 2020, Météo-France publie une typologie des climats de la France métropolitaine dans laquelle la commune est exposée à un climat de montagne et est dans la région climatique Pyrénées centrales, caractérisée par une pluviométrie annuelle de 1 000 à 1 200 mm.
Pour la période 1971-2000, la température annuelle moyenne est de 11,5 °C, avec une amplitude thermique annuelle de 15,1 °C. Le cumul annuel moyen de précipitations est de 948 mm, avec 8,4 jours de précipitations en janvier et 6,6 jours en juillet. Pour la période 1991-2020, la température moyenne annuelle observée sur la station météorologique la plus proche, située sur la commune d'Aston à 5 km à vol d'oiseau, est de 5,9 °C et le cumul annuel moyen de précipitations est de 1 103,9 mm,. Pour l'avenir, les paramètres climatiques de la commune estimés pour 2050 selon différents scénarios d'émission de gaz à effet de serre sont consultables sur un site dédié publié par Météo-France en novembre 2022.

### Milieux naturels et biodiversité

#### Réseau Natura 2000

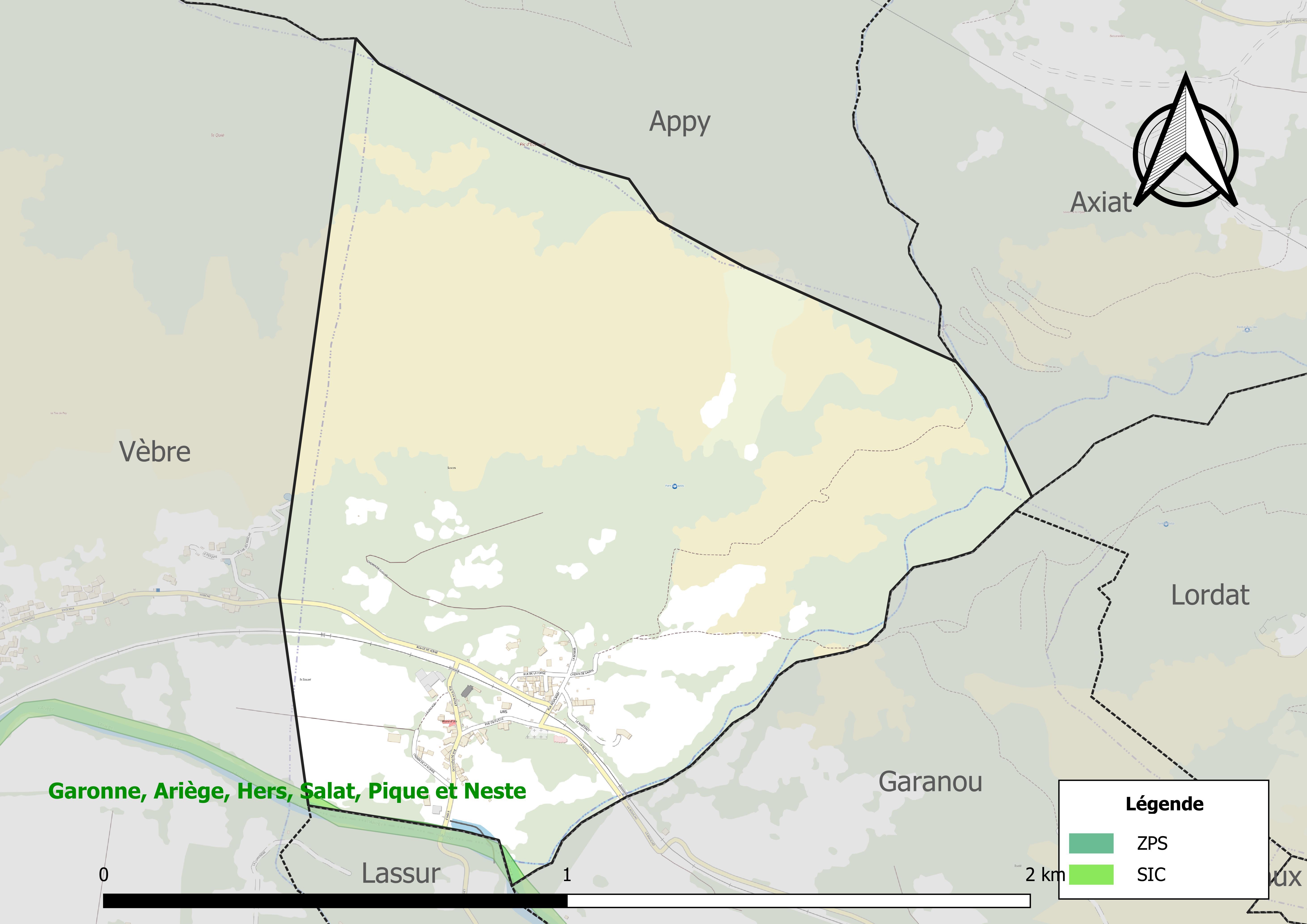
Site Natura 2000 sur le territoire communal.

Le réseau Natura 2000 est un réseau écologique européen de sites naturels d'intérêt écologique élaboré à partir des directives habitats et oiseaux, constitué de zones spéciales de conservation (ZSC) et de zones de protection spéciale (ZPS).
Un site Natura 2000 a été défini sur la commune au titre de la directive habitats : « Garonne, Ariège, Hers, Salat, Pique et Neste », d'une superficie de 9 581 ha, un réseau hydrographique pour les poissons migrateurs, avec des zones de frayères actives et potentielles importantes pour le Saumon en particulier qui fait l'objet d'alevinages réguliers et dont des adultes atteignent déjà Foix sur l'Ariège.

#### Zones naturelles d'intérêt écologique, faunistique et floristique
L’inventaire des zones naturelles d'intérêt écologique, faunistique et floristique (ZNIEFF) a pour objectif de réaliser une couverture des zones les plus intéressantes sur le plan écologique, essentiellement dans la perspective d’améliorer la connaissance du patrimoine naturel national et de fournir aux différents décideurs un outil d’aide à la prise en compte de l’environnement dans l’aménagement du territoire.
Deux ZNIEFF de type 1 sont recensées sur la commune :
le « cours de l'Ariège » (1 341 ha), couvrant 112 communes dont 86 dans l'Ariège et 26 dans la Haute-Garonne, et 
les « quiès calcaires d'Albiès à Caussou » (1 328 ha), couvrant 14 communes du département
et deux ZNIEFF de type 2, : 
- « L'Ariège et ripisylves » (1 975 ha), couvrant 56 communes dont 43 dans l'Ariège et 13 dans la Haute-Garonne[29] ;
- les « parois calcaires et quiès de la haute vallée de l'Ariège » (9 891 ha), couvrant 40 communes du département[30].

Carte des ZNIEFF de type 1 et 2 à Urs.
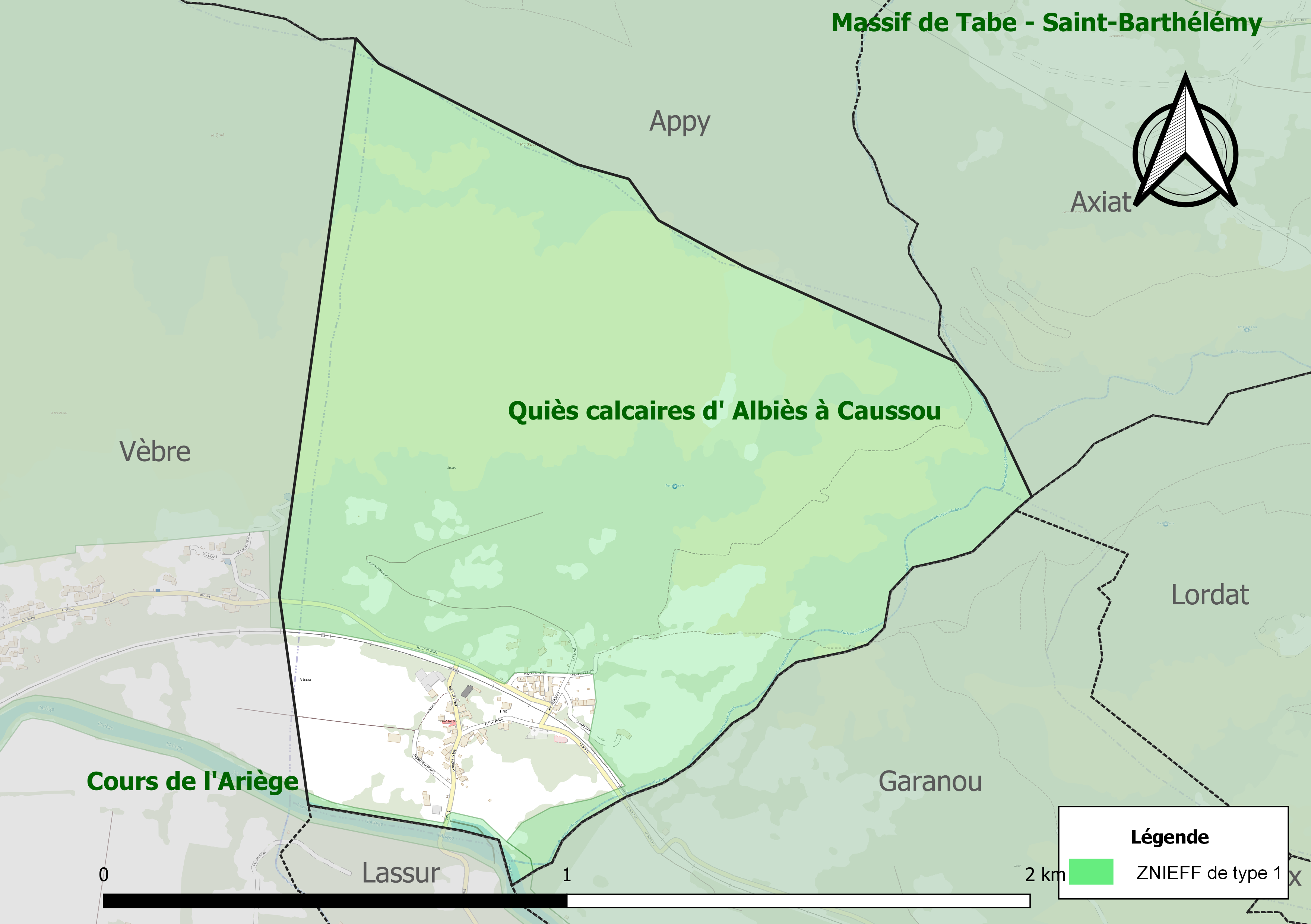
Carte des ZNIEFF de type 1 sur la commune.
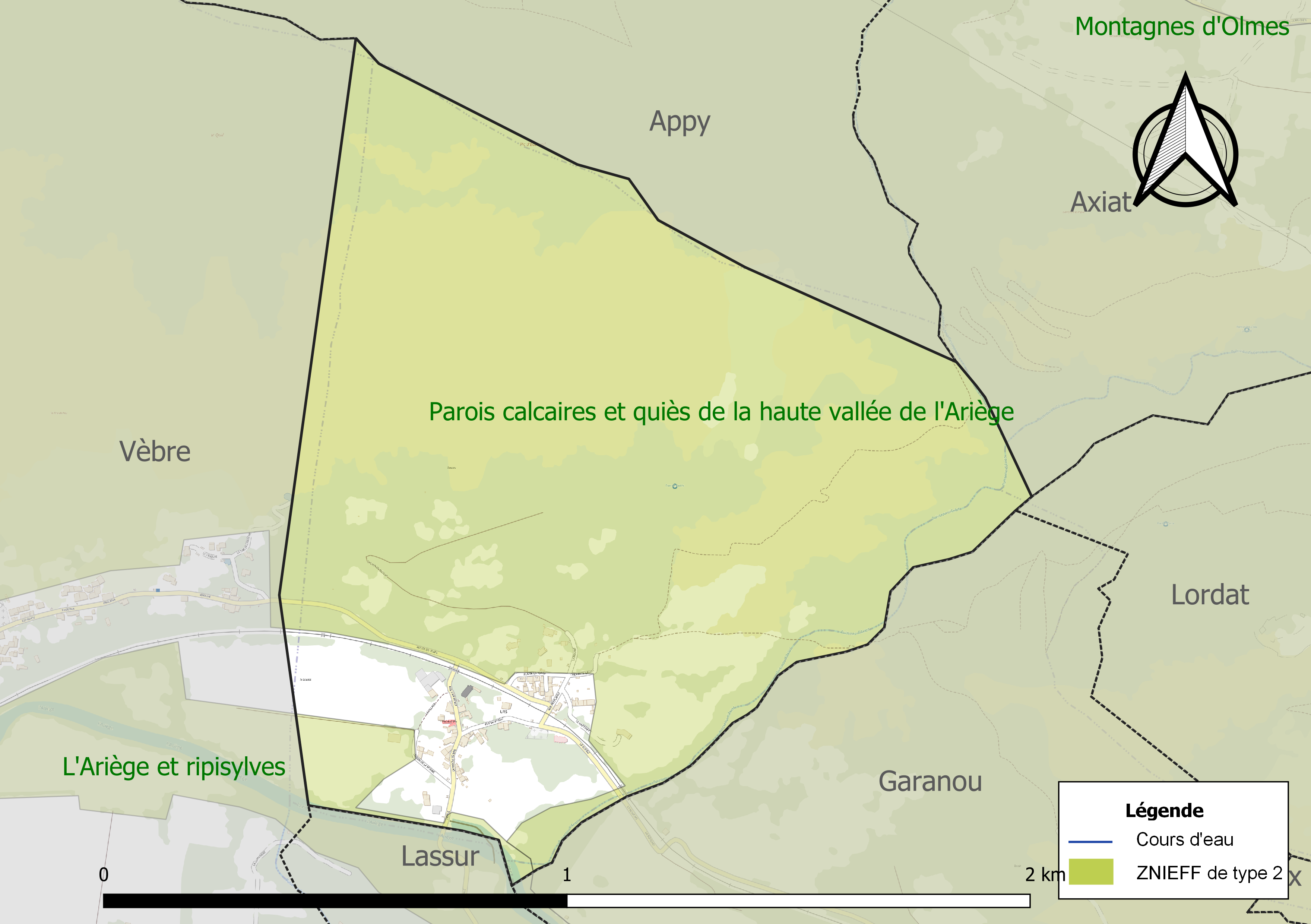
Carte des ZNIEFF de type 2 sur la commune.

## Urbanisme

### Typologie
Au 1er janvier 2024, Urs est catégorisée commune rurale à habitat dispersé, selon la nouvelle grille communale de densité à 7 niveaux définie par l'Insee en 2022.
Elle est située hors unité urbaine et hors attraction des villes,.

### Occupation des sols
L'occupation des sols de la commune, telle qu'elle ressort de la base de données européenne d’occupation biophysique des sols Corine Land Cover (CLC), est marquée par l'importance des forêts et milieux semi-naturels (78,3 % en 2018), une proportion sensiblement équivalente à celle de 1990 (78,4 %). La répartition détaillée en 2018 est la suivante : 
espaces ouverts, sans ou avec peu de végétation (40,4 %), milieux à végétation arbustive et/ou herbacée (29,9 %), zones agricoles hétérogènes (21,7 %), forêts (8 %). L'évolution de l’occupation des sols de la commune et de ses infrastructures peut être observée sur les différentes représentations cartographiques du territoire : la carte de Cassini (XVIIIe siècle), la carte d'état-major (1820-1866) et les cartes ou photos aériennes de l'IGN pour la période actuelle (1950 à aujourd'hui).

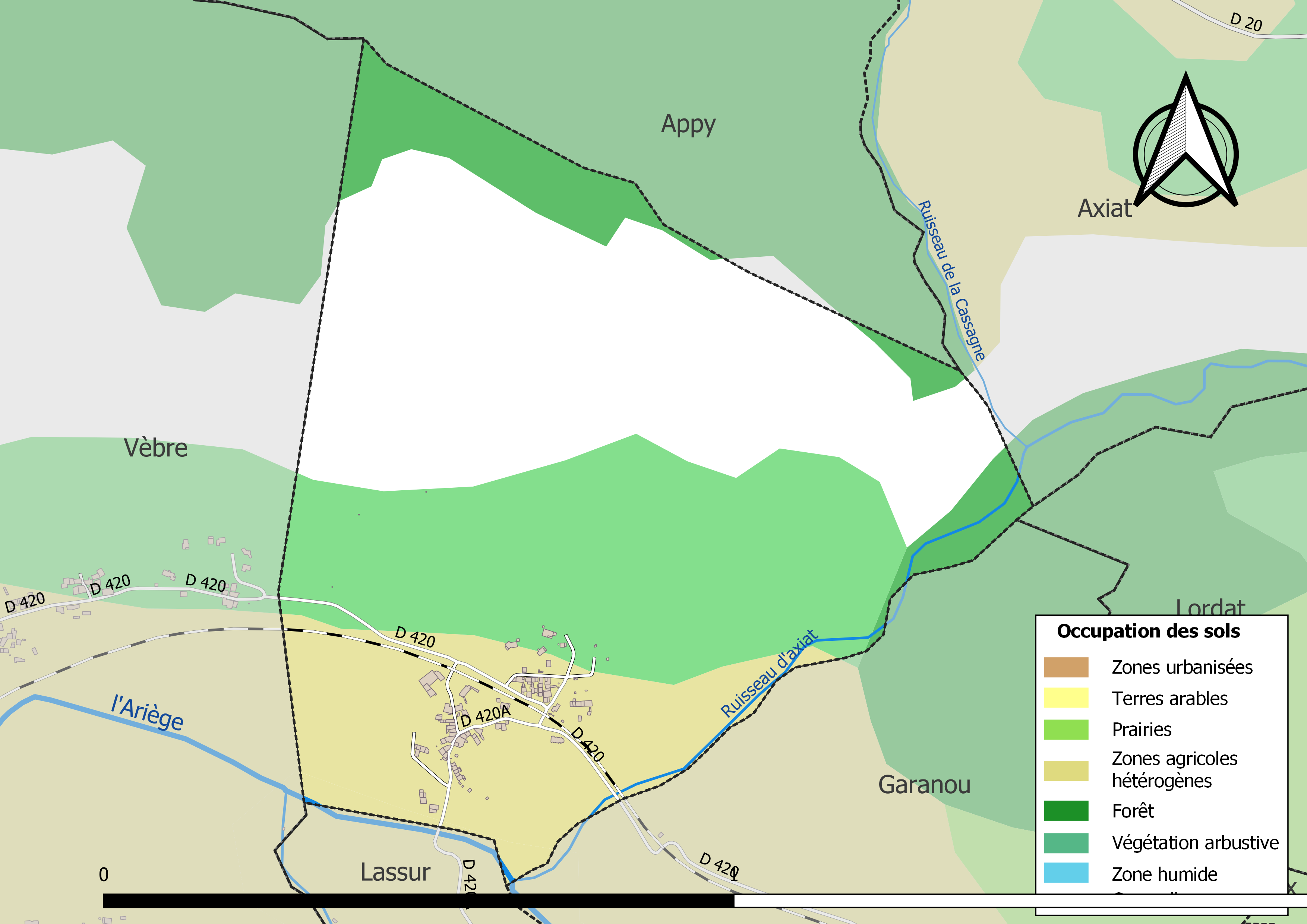
Carte des infrastructures et de l'occupation des sols de la commune en 2018 (CLC).

### Habitat et logement
En 2018, le nombre total de logements dans la commune était de 47, alors qu'il était de 47 en 2013 et de 44 en 2008.
Parmi ces logements, 38,3 % étaient des résidences principales, 59,6 % des résidences secondaires et 2,1 % des logements vacants. Ces logements étaient pour 89,4 % d'entre eux des maisons individuelles et pour 10,6 % des appartements.
Le tableau ci-dessous présente la typologie des logements à Urs en 2018 en comparaison avec celle de l'Ariège et de la France entière. Une caractéristique marquante du parc de logements est ainsi une proportion de résidences secondaires et logements occasionnels (59,6 %) supérieure à celle du département (24,6 %) et à celle de la France entière (9,7 %). Concernant le statut d'occupation de ces logements, 88,9 % des habitants de la commune sont propriétaires de leur logement (86,7 % en 2013), contre 66,3 % pour l'Ariège et 57,5 % pour la France entière.
| Typologie                                               | Urs  | Ariège | France entière |
| ------------------------------------------------------- | ---- | ------ | -------------- |
| Résidences principales (en %)                           | 38,3 | 65,7   | 82,1           |
| Résidences secondaires et logements occasionnels (en %) | 59,6 | 24,6   | 9,7            |
| Logements vacants (en %)                                | 2,1  | 9,7    | 8,2            |

### Voies de communication et transports
Desservie par la D 420, la commune est proche de la RN 20 et de la gare de Luzenac - Garanou sur la ligne de Portet-Saint-Simon à Puigcerda (frontière).

### Risques majeurs
Le territoire de la commune d'Urs est vulnérable à différents aléas naturels : inondations, climatiques (grand froid ou canicule), feux de forêts, mouvements de terrains, avalanche  et séisme (sismicité modérée). Il est également exposé à un risque technologique, la rupture d'un barrage, et un risque particulier, le risque radon,.

#### Risques naturels

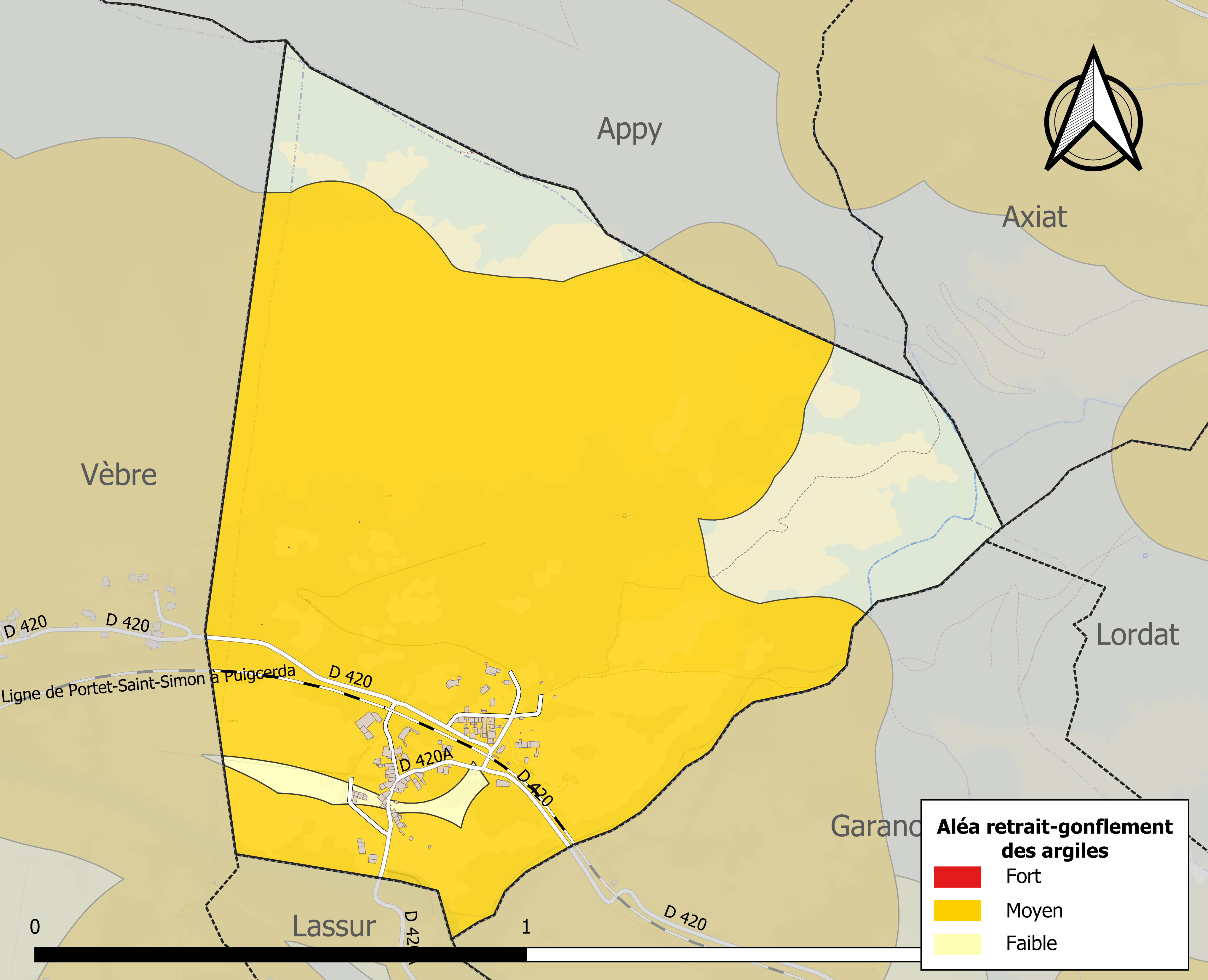
Zonage de l'aléa retrait-gonflement des argiles sur la commune d'Urs.

Certaines parties du territoire communal sont susceptibles d’être affectées par le risque d’inondation par débordement, crue torrentielle d'un cours d'eau, ou ruissellement d'un versant.
Les mouvements de terrains susceptibles de se produire sur la commune sont soit des chutes de blocs, soit des glissements de terrains, soit des mouvements liés au retrait-gonflement des argiles. Près de 50 % de la superficie du département est concernée par l'aléa retrait-gonflement des argiles, dont la commune d'Urs. L'inventaire national des cavités souterraines permet par ailleurs de localiser celles situées sur la commune.
Près de 50 % de la superficie du département est concernée par l'aléa retrait-gonflement des argiles, dont la commune d'Urs. L'inventaire national des cavités souterraines permet par ailleurs de localiser celles situées sur la commune.

#### Risques technologiques
Dans le département de l’Ariège on dénombre cinq grands barrages susceptibles d’occasionner des dégâts en cas de rupture. La commune fait partie des 80 communes susceptibles d’être touchées par l’onde de submersion consécutive à la rupture d’un de ces barrages.

#### Risque particulier
Dans plusieurs parties du territoire national, le radon, accumulé dans certains logements ou autres locaux, peut constituer une source significative d’exposition de la population aux rayonnements ionisants. Toutes les communes du département sont concernées par le risque radon à un niveau plus ou moins élevé. Selon la classification de 2018, la commune d'Urs est classée en zone 2, à savoir zone à potentiel radon faible mais sur lesquelles des facteurs géologiques particuliers peuvent faciliter le transfert du radon vers les bâtiments.

## Toponymie
Ursus signifie ours en latin.

## Histoire

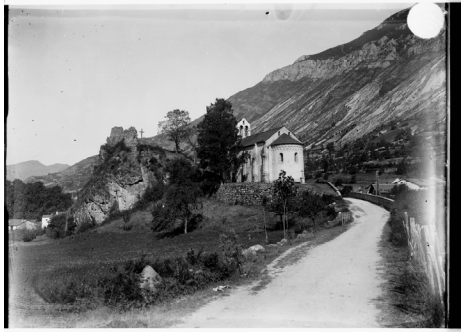
Photographie au début du XXe siècle, on y voit les traces de l'ancien château maintenant recouvert de végétation.

S'y trouvait en 1287 la plus ancienne forge connue du comté de Foix. Un château-fort avec un donjon-logis protège une forge élevée dans une enceinte séparée ; le bâtiment principal est plus grand que le donjon et mesure 12 × 7 m (84 m2) ; à l'extérieur, un espace porte de nom de « Ferrerie » où étaient déversés les déchets. La famille de Lordat si installa après le démantèlement du château de Lordat sur l'ordre d'Henri IV en 1582.
Au XVIe siècle, le village fut un fief des Huguenots[réf. souhaitée].

## Politique et administration

### Découpage territorial
La commune d'Urs est membre de la communauté de communes de la Haute Ariège, un établissement public de coopération intercommunale (EPCI) à fiscalité propre créé le 27 septembre 2016 dont le siège est à Luzenac. Ce dernier est par ailleurs membre d'autres groupements intercommunaux.
Sur le plan administratif, elle est rattachée à l'arrondissement de Foix, au département de l'Ariège, en tant que circonscription administrative de l'État, et à la région Occitanie.
Sur le plan électoral, elle dépend du canton de Haute-Ariège pour l'élection des conseillers départementaux, depuis le redécoupage cantonal de 2014 entré en vigueur en 2015, et de la première circonscription de l'Ariège  pour les élections législatives, depuis le redécoupage électoral de 1986.

### Liste des maires
| Période                                  | Période  | Identité         | Étiquette | Qualité            |
| ---------------------------------------- | -------- | ---------------- | --------- | ------------------ |
| 1892                                     | 1919     | Ernest Calvet    | SE        | Conseiller général |
|                                          |          |                  |           |                    |
| mars 1983                                | 2008     | Louis Bergeaut   | DVG       |                    |
| mars 2008                                | En cours | Jean Lopes Pinto | SE        | Agent technique    |
| Les données manquantes sont à compléter. |          |                  |           |                    |

## Population et société

### Démographie
L'évolution du nombre d'habitants est connue à travers les recensements de la population effectués dans la commune depuis 1793. Pour les communes de moins de 10 000 habitants, une enquête de recensement portant sur toute la population est réalisée tous les cinq ans, les populations de référence des années intermédiaires étant quant à elles estimées par interpolation ou extrapolation. Pour la commune, le premier recensement exhaustif entrant dans le cadre du nouveau dispositif a été réalisé en 2008.

En 2022, la commune comptait 27 habitants, en évolution de −20,59 % par rapport à 2016 (Ariège : +1,48 %, France hors Mayotte : +2,11 %).
| 1793 | 1800 | 1806 | 1821 | 1831 | 1836 | 1841 | 1846 | 1851 |
| ---- | ---- | ---- | ---- | ---- | ---- | ---- | ---- | ---- |
| 188  | 141  | 186  | 203  | 231  | 215  | 203  | 221  | 213  |

| 1856 | 1861 | 1866 | 1872 | 1876 | 1881 | 1886 | 1891 | 1896 |
| ---- | ---- | ---- | ---- | ---- | ---- | ---- | ---- | ---- |
| 172  | 178  | 168  | 174  | 157  | 155  | 153  | 123  | 120  |

| 1901 | 1906 | 1911 | 1921 | 1926 | 1931 | 1936 | 1946 | 1954 |
| ---- | ---- | ---- | ---- | ---- | ---- | ---- | ---- | ---- |
| 125  | 109  | 114  | 102  | 92   | 96   | 77   | 72   | 57   |

| 1962 | 1968 | 1975 | 1982 | 1990 | 1999 | 2006 | 2008 | 2013 |
| ---- | ---- | ---- | ---- | ---- | ---- | ---- | ---- | ---- |
| 65   | 39   | 36   | 33   | 30   | 24   | 38   | 42   | 35   |

| 2018 | 2022 | - | - | - | - | - | - | - |
| ---- | ---- | - | - | - | - | - | - | - |
| 31   | 27   | - | - | - | - | - | - | - |

### Santé
Les médecins généralistes les plus proches se trouvent à Luzenac et aux Cabannes.

### Sports

#### Escalade
Le Quié d'Urs est un site d'escalade équipé avec 43 voies, 101 longueurs, du 5a au 7c+. 6a et 6b constituent l'essentiel des longueurs du site.

## Économie

### Emploi
| Division       | 2008  | 2013   | 2018   |
| -------------- | ----- | ------ | ------ |
| Commune        | 4,3 % | 14,3 % | 5,3 %  |
| Département    | 8,9 % | 11,1 % | 11,2 % |
| France entière | 8,3 % | 10 %   | 10 %   |

En 2018, la population âgée de 15 à 64 ans s'élève à 19 personnes, parmi lesquelles on compte 63,2 % d'actifs (57,9 % ayant un emploi et 5,3 % de chômeurs) et 36,8 % d'inactifs,. Depuis 2008, le taux de chômage communal (au sens du recensement) des 15-64 ans est inférieur à celui de la France et du département.
La commune est hors attraction des villes,. Elle compte 2 emplois en 2018, contre 0 en 2013 et 3 en 2008. Le nombre d'actifs ayant un emploi résidant dans la commune est de 13, soit un indicateur de concentration d'emploi de 14,7 % et un taux d'activité parmi les 15 ans ou plus de 48,3 %.
Sur ces 13 actifs de 15 ans ou plus ayant un emploi, aucun ne travaille dans la commune. Pour se rendre au travail, 76,9 % des habitants utilisent un véhicule personnel ou de fonction à quatre roues, 23,1 % les transports en commun.

### Activités
Un seul établissement relevant d’une activité hors champ de l’agriculture est implanté  à Urs au 31 décembre 2019.
Aucune exploitation agricole ayant son siège dans la commune n'est recensée lors du recensement agricole de 2010 (deux en 1988).

## Culture locale et patrimoine

### Lieux et bâtiments
- L'église Saint-Pierre-et-Saint-Paul d'Urs est inscrite à l'inventaire des monuments historiques depuis 1965[54], elle abrite le monument aux morts de la commune.
- Château du XIIe siècle : ruines de l'ancien château d'Urs sur un monticule, près de l'église (signalé dans le cadastre napoléonien : « castel Bieil »)[55].
- Château du XVIIe siècle : demeure du Marquis de Gudanes, après avoir dû quitter le château de Lordat[56].
- Un lavoir.

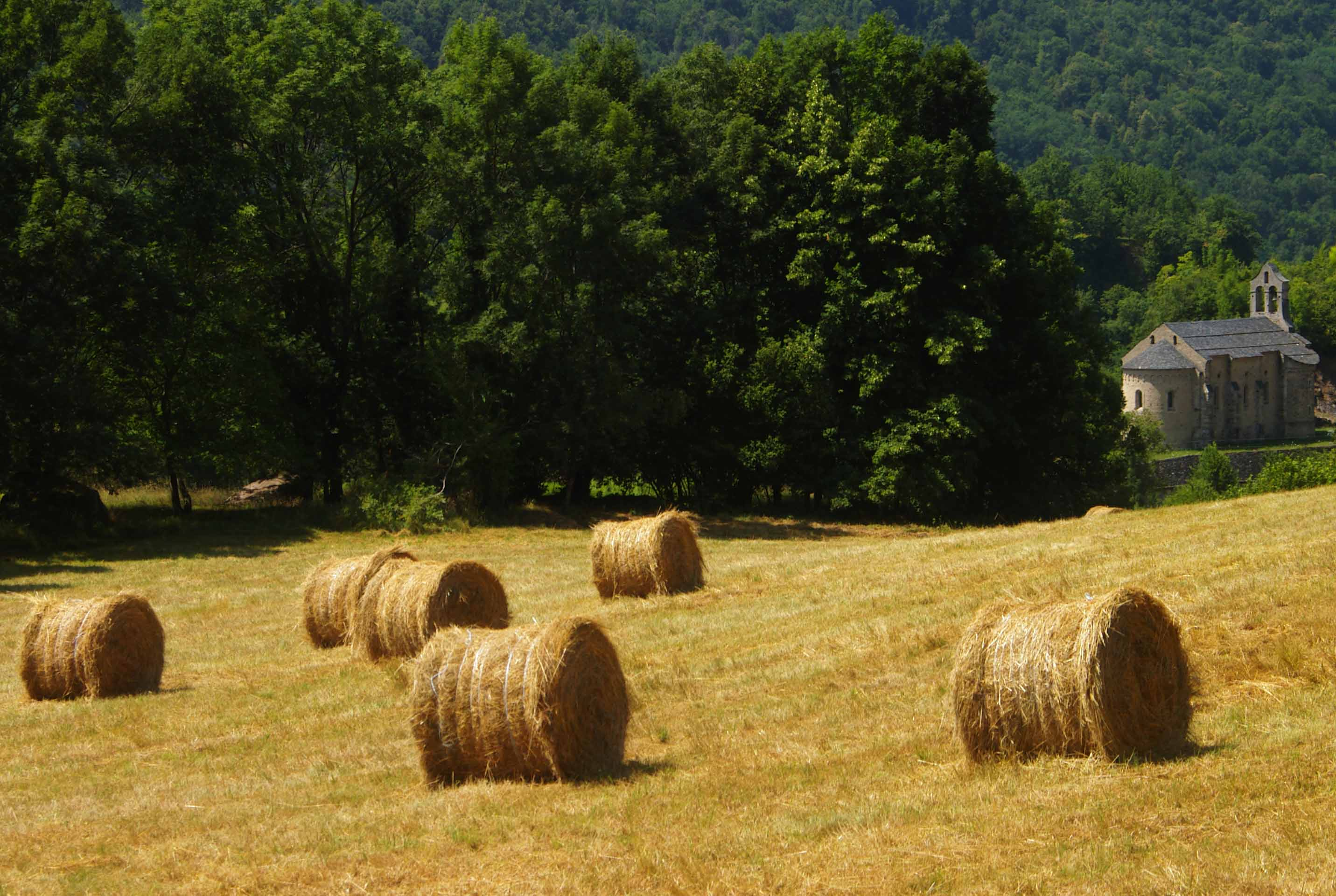
Boules de paille et l'église.
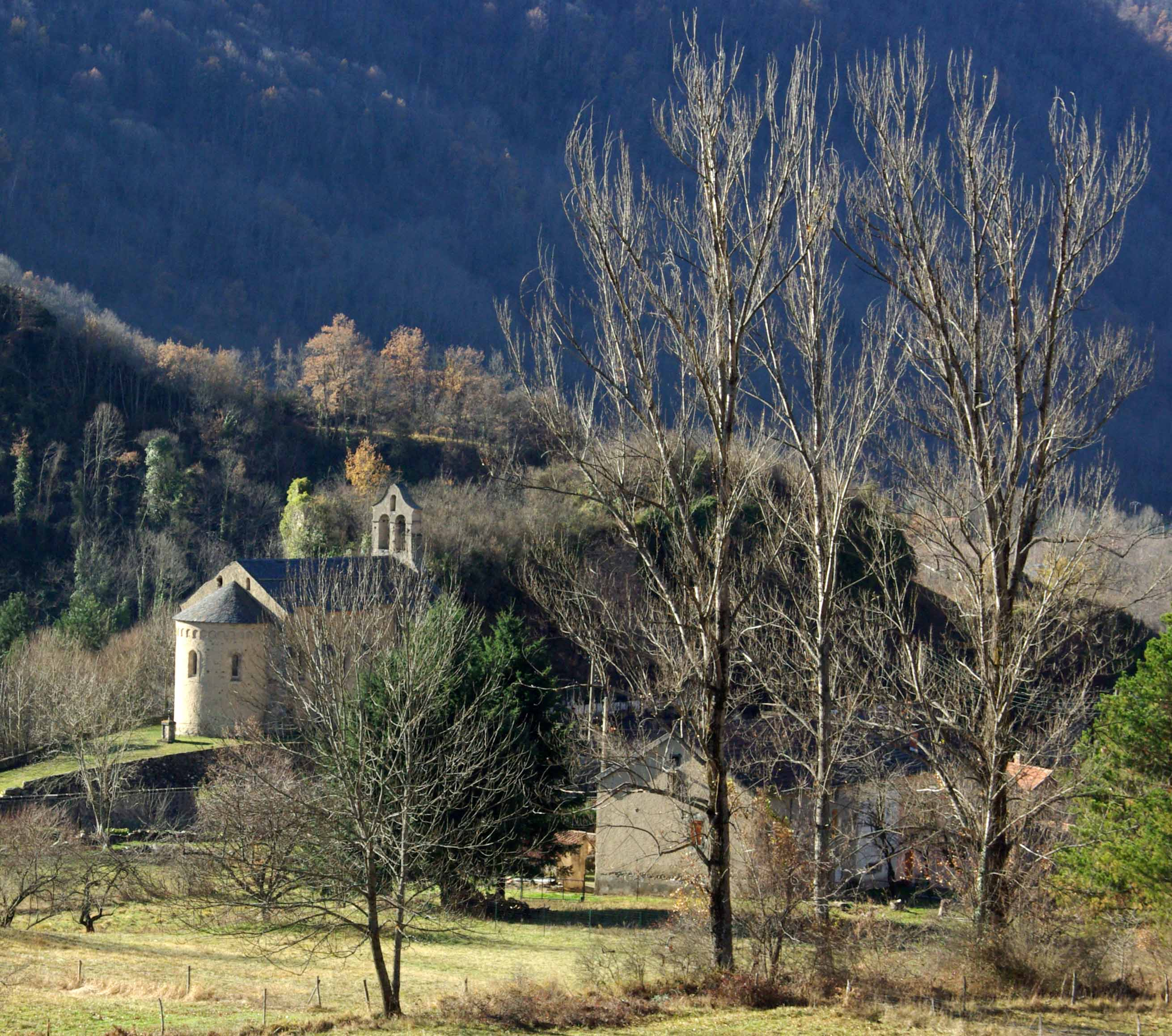
L'église en automne.
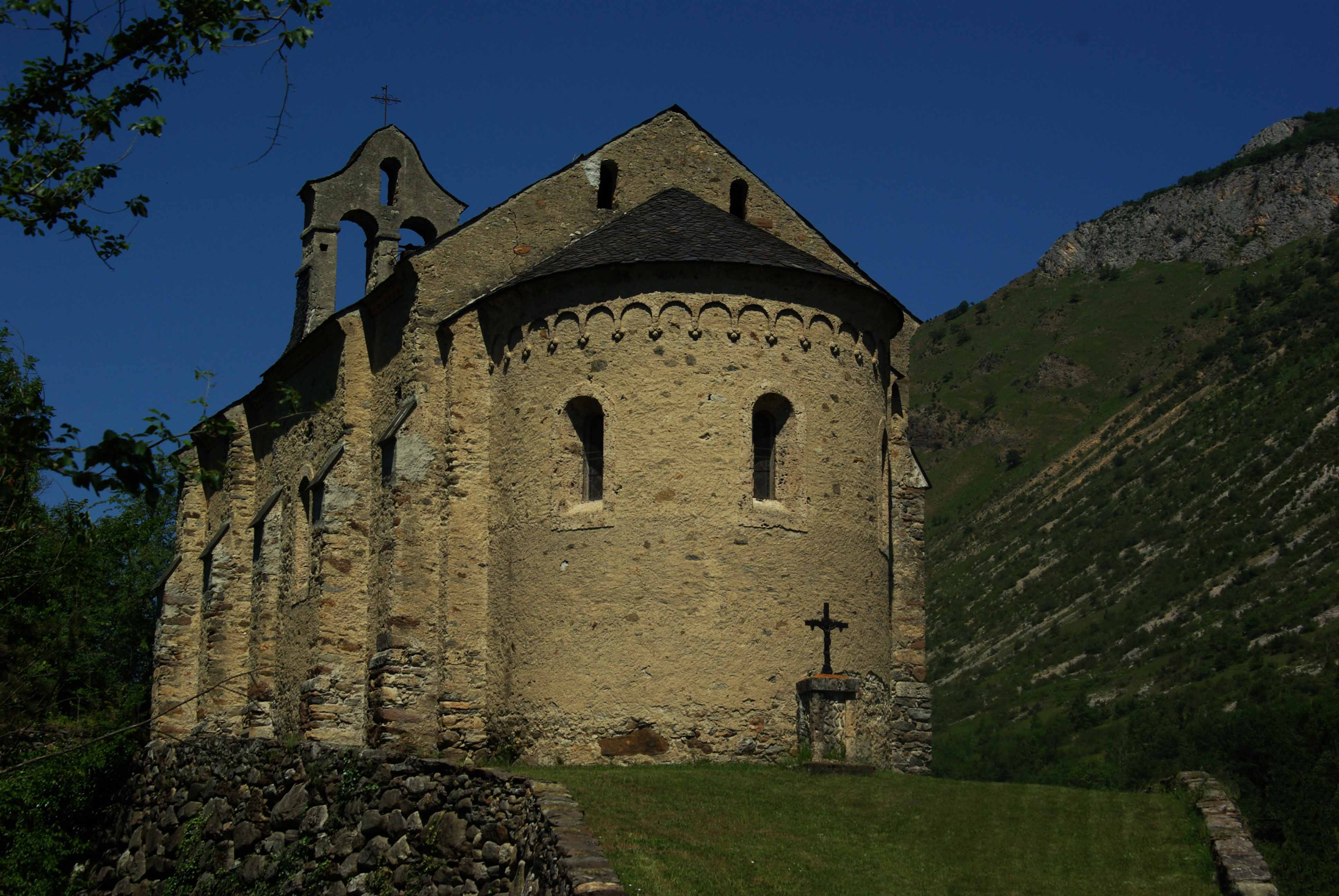
L'église.
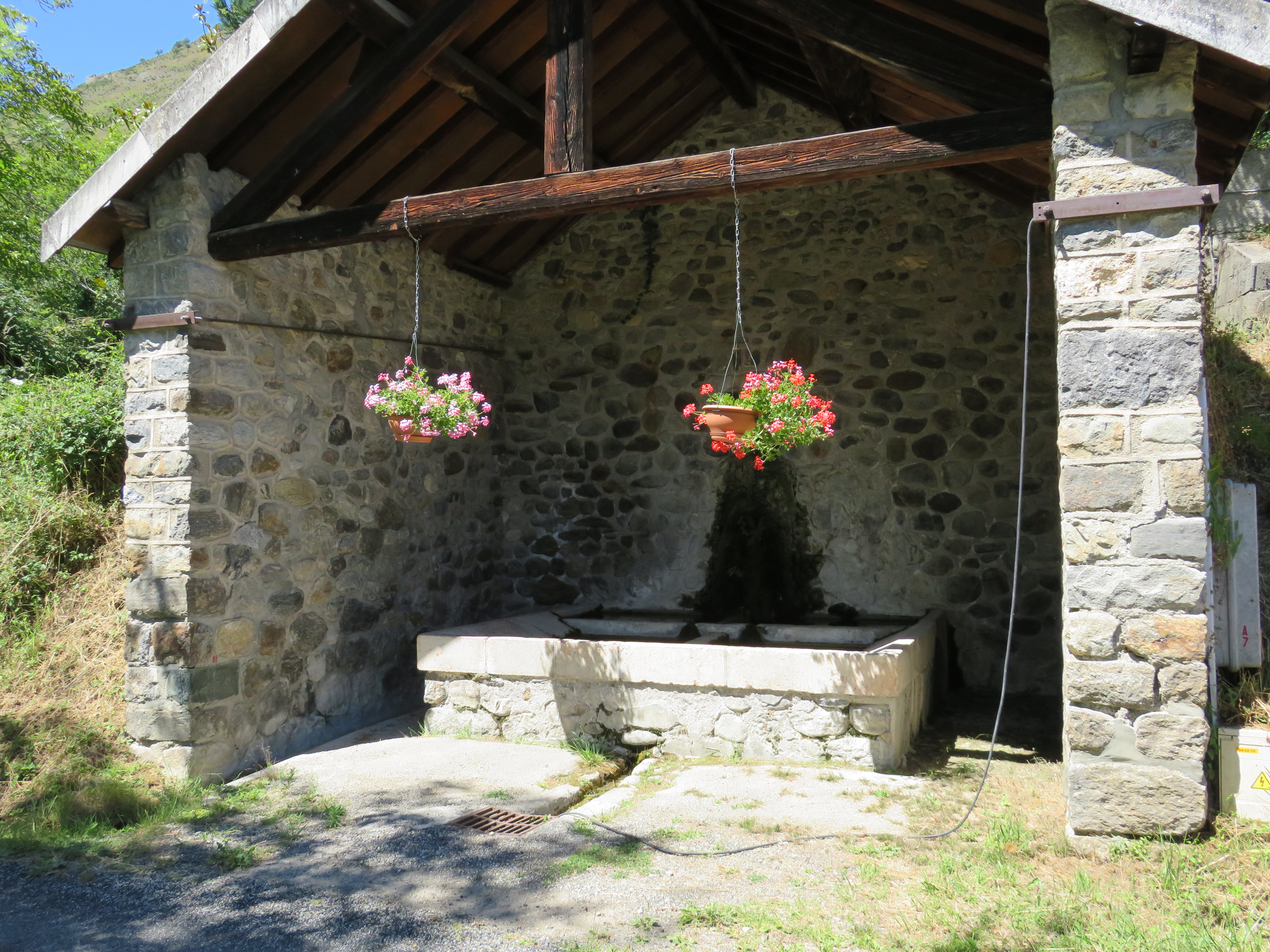
Lavoir à la sortie de Vèbre (direction Urs).

### Personnalités liées à la commune
- Hippolyte Anglade (1800-1881) : homme politique né à Urs. Sénateur et député de l'Ariège, il sera également conseiller général du canton des Cabannes.